# Paolo Fucile
Paolo Fucile (ur. 29 czerwca 1981) – włoski zapaśnik w stylu klasycznym. Olimpijczyk z Aten 2004, gdzie zajął 22 miejsce w kategorii 60 kg. Trzydzieste pierwsze miejsce w mistrzostwach świata w 2009. Dwudziesty w mistrzostwach Europy w 2003. Brąz na igrzyskach śródziemnomorskich w 2009 roku.